# AutoCAD
AutoCAD là phần mềm ứng dụng CAD để vẽ (tạo) bản vẽ kỹ thuật bằng vectơ 2D hay bề mặt 3D, được phát triển bởi tập đoàn Autodesk. Với phiên bản đầu tiên được phát hành vào cuối năm 1982, AutoCAD là một trong những chương trình vẽ kĩ thuật đầu tiên chạy được trên máy tính cá nhân, nhất là máy tính IBM. Ngược lại, phần nhiều phần mềm vẽ kĩ thuật thời này được sử dụng trên thiết bị đầu cuối đồ họa (graphics terminal) nối với máy tính lớn hay máy trạm.

## Lịch sử
Những phiên bản trước của AutoCAD sử dụng các thực thể nguyên thủy – như đường thẳng, đường polyline, đường tròn, đường cong và văn bản – làm nền cho những vật thể phức tạp hơn. Tuy nhiên, từ giữa thập niên 1990, AutoCAD đã hỗ trợ các vật thể đặc chế dùng giao diện lập trình ứng dụng C++. Những phiên bản AutoCAD gần đây bao gồm những công cụ cơ bản về hình khối 3D, nhưng nó thiếu một số tính năng cao cấp thường có trong những chương trình chuyên về lập mô hình khối.
AutoCAD hỗ trợ nhiều giao diện lập trình ứng dụng (API) để đặc chế và tự động hóa, bao gồm AutoLISP, Visual LISP, VBA, .NET, và ObjectARX. ObjectARX là một thư viện lớp C++; nó được sử dụng để phát triển phần mềm dựa trên AutoCAD cho những ngành riêng, như là AutoCAD Architecture (kiến trúc), AutoCAD Electrical (điện tử), AutoCAD Civil 3D (kỹ thuật xây dựng), hay các chương trình bên thứ ba.
Các định dạng tập tin chính của AutoCAD là DWG và định dạng trao đổi DXF; hai định dạng này được trở thành tiêu chuẩn trên thực tế về dữ liệu CAD. AutoCAD cũng hỗ trợ DWF, một định dạng được Autodesk phát triển và quảng cáo có mục đích xuất bản dữ liệu CAD. Năm 2006, Autodesk ước lượng rằng số tập tin DWG đang được sử dụng hơn một tỷ. Autodesk cũng ước lượng tổng số tập tin DWG hơn ba tỷ.
AutoCAD hiện chỉ chạy trên Microsoft Windows. Cho đến phiên bản R13 vào năm 1994, nó cũng chạy trên MS-DOS. Các phiên bản chạy trên hệ điều hành Unix và Macintosh được phát hành vào những năm 1980 và những năm 1990, nhưng Autodesk bác bỏ các hệ điều hành này. Dù sao, AutoCAD vẫn chạy được trên chương trình mô phỏng (emulator) hay lớp tương thích (compatibility layer) như là Microsoft Virtual PC hay Wine, mặc dù hiệu suất bị giảm khi mở lên vật thể 3D hay bản vẽ lớn trong những chương trình này.
AutoCAD và phiên bản cơ bản rẻ hơn, AutoCAD LT, có sẵn trong nhiều ngôn ngữ: tiếng Đức, Pháp, Ý, Tây Ban Nha, Nhật, Triều Tiên, Trung Quốc (giản thể và phồn thể), Nga, Séc, Ba Lan, Hungary, Bồ Đào Nha (loại Brasil), Đan Mạch, Hà Lan, Thụy Điển, Phần Lan, Na Uy, và tiếng Việt. (Một số bản dịch có đầy đủ, trong khi một số chỉ có tài liệu được dịch)

## Các phiên bản
| Các phiên bản | Năm phát hành |
| ------------- | ------------- |
| AutoCAD 2007  | 2006          |
| AutoCAD 2008  | 2007          |
| AutoCAD 2009  | 2008          |
| AutoCAD 2010  | 2009          |
| AutoCAD 2011  | 2010          |
| AutoCAD 2012  | 2011          |
| AutoCAD 2013  | 2012          |
| AutoCAD 2014  | 2013          |
| AutoCAD 2015  | 2014          |
| AutoCAD 2016  | 2015          |
| AutoCAD 2017  | 2016          |
| AutoCAD 2018  | 2017          |
| AutoCAD 2019  | 2018          |
| AutoCAD 2020  | 2019          |
| AutoCAD 2021  | 2020          |
| AutoCAD 2022  | 2021          |
| AutoCAD 2023  | 2022          |
| AutoCAD 2024  | 2023          |